# Schizax senex
Schizax senex là một loài bọ cánh cứng trong họ Cerambycidae.